# Rio Condratul (Pârâul Ţiganului)
O Rio Condratul é um rio da Romênia, afluente do Pârâul Ţiganului, localizado no distrito de Vrancea.